# Licinio Savelli
Licinio Savelli (em latim: Linicius Savelli) (falecido antes de 1088) foi um cardeal italiano da Igreja Católica nomeado pelo Papa Gregório VII no consistório de 1075.

## Biografia
Sobre a vida de Licinio Savelli, também conhecido como Licinio de Sabelli, nenhum dado pessoal é conhecido, exceto por pertencer à nobre e antiga família Savelli.
Ele foi criado cardeal-diácono de São Jorge em Velabro pelo Papa Gregório VII no consistório de 1075.
Licinio morreu em uma data incerta antes de 1088.